# Svenska millionärer
Svenska millionärer är en serie böcker av författaren Carl Fredrik Lindhal, som skrev under pseudonymen Lazarus. Bokserien började ges ut 1895 och avslutades 1907.